# Rysk stör
Rysk stör (Acipenser gueldenstaedtii) är en art som tillhör familjen störar. Den lever bland annat i Kaspiska havet, Svarta havet och Azovska sjön. Till följd av intensivt fiske och vandringshinder är arten rödlistad som akut hotad av Internationella naturvårdsunionen (IUCN). Specimen av rysk stör kan bli uppemot 48 år gamla.

## Utseende
Om man jämför med europeisk stör (Acipenser sturio, ibland kallad "vanlig stör" eller kort och gott bara "stör"), har den ryska stören en mycket kortare nos. Den ryska stören kan med säkerhet bli upp till 2,36 meter lång och väga 115 kg. I gamla dokument och rapporter finns dock uppgifter om att den kan bli upp till 4 meter lång och väga 600 kg.
Arten förväxlas ofta med andra störarter inom släktet Acipenser såsom sterlett (Acipenser ruthenus), europeisk stör (Acipenser sturio) och den numera enbart i amerikanska vatten förekommande atlantisk stör (Acipenser oxyrhinchus), kanske främst på grund av att samtliga dessa arter ofta bara refereras till som "stör".

## Utbredningsområde
Trots sitt namn är den ryska störens utbredningsområde inte begränsat till Ryssland, utan arten förekommer också naturligt i Albanien, Azerbajdzjan, Bulgarien, Georgien, Iran, Kazakstan, Rumänien, Slovakien, Turkiet, Turkmenistan och Ukraina. Den har tidigare även levt i Tyskland, Serbien och Österrike, där den dock numera är utdöd. Utöver detta lever den som introducerad art i Kina, Lettland, Litauen och, om än sporadiskt, i Sverige.

### Rysk stör i Sverige
Rysk stör fångas fortfarande mycket sällsynt i Sverige. Exempelvis fångades en rysk stör den 9 april 2009 i Östersjön nära Öland. Den 4 juni 2011 fångades en 148 cm lång vuxen stör med nät utanför Enånger, ett par mil söder om Hudiksvall. Det är oklart vilken art det då rörde sig om, men förmodligen var det en rysk stör. 24 juni 2020 fångades en rysk stör i Östersjön utanför Karlshamn. 

## Fortplantning
Den ryska stören leker i floder, där det sker en uppvandring på våren och en på hösten. Lekmognaden inträffar vid 11–13 års ålder för hanar och vid 12–16 års ålder för honorna. Den ryska stören leker med 3–5 års mellanrum.

## Rysk stör som livsmedel
Rysk stör har väldigt stor betydelse som matfisk, men även för framställning av den exklusiva ryska och azeriska kaviaren, vilken tillverkas på rommen.